# 宮ケ丘 (札幌市)
宮ケ丘（みやがおか）は、北海道札幌市中央区にある地名。町名としては、宮ケ丘と宮ケ丘1〜3丁目が存在する。
1941年（昭和16年）7月、北海道神宮一帯が小さな丘となっているところから名づけられた。
神宮のほか、円山公園、札幌市円山動物園、札幌市円山球場、札幌市円山競技場といった施設を包含する地域である。北部には札幌市で最も地価の高い住宅地（中央区宮ケ丘2-1-20）がある。
従来から円山公園、北海道神宮を抱える高級住宅地として知られていたが、円山エリアのカフェや学区含めた生活環境のバランス良さから近年東京都からの移住者にも人気がある。